# Alberto Uy
Alberto "Abet" Sy Uy (nacido el 18 de octubre de 1966) es un prelado católico filipino.  Se desempeña como obispo saliente de la Diócesis de Tagbilaran en Filipinas y ha sido designado arzobispo metropolitano electo de Cebú, nombrado por el Papa León XIV el 16 de julio de 2025.

## Episcopado
El 13 de ocutubre de 2016, el Papa Francisco nombró a Uy obispo.  Fue consagrado en la Catedral de la Santísima Trinidad, sede de la Diócesis de Talibon, el 5 de enero de 2017.  Al día siguiente, el 6 de enero, asumió como séptimo obispo de la Diócesis de Tagbilaran, sucediendo al obispo retirado Leonardo Y. Medroso en una ceremonia celebrada en la Catedral de San José Obrero en la ciudad de Tagbilaran.
En mayo de 2024, Uy expresó públicamente su apoyo a los representantes de Bohol Edgar Chatto, Ma. Vanessa C. Aumentado y Alexie Tutor, a quienes elogió por su postura firme al votar en contra del proyecto de ley sobre el divorcio.    Más adelante, en diciembre, instó a sus feligreses a mantenerse vigilantes frente a la corrupción en obras de insfraestructura y manifestó su rechazo a la construcción del puente Cebú-Bohol, citando razones de conservación ambiental y la posible afectación del banco Danajon.
El 16 de julio de 2025 en la memoria de la Virgen del Carmen, el Papa León XIV lo designó como nuevo arzobispo metropolitano de Cebú, en sustitución de Mons. José S. Palma, quien cumplió con la edad permitida en el Derecho canónico.